# Henry T. Hazard

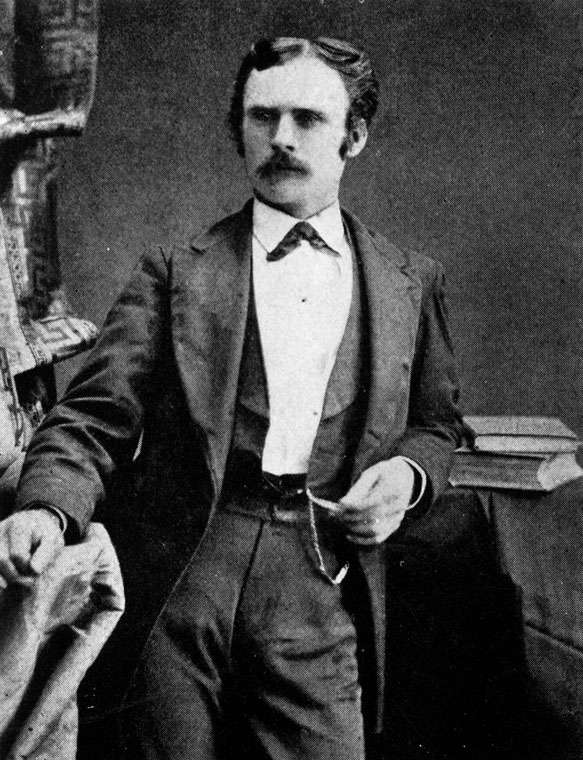
Henry T. Hazard

Henry T. Hazard (* 31. Juli 1844 in Evanston, Illinois; † 7. August 1921 in Los Angeles, Kalifornien) war ein US-amerikanischer Politiker. Zwischen 1889 und 1892 war er Bürgermeister der Stadt Los Angeles.

## Werdegang
Im Jahr 1853 kam Henry Hazard mit seinen Eltern mit einem Ochsengespann über Salt Lake City nach San Bernardino in Kalifornien. Bald darauf zog die Familie in das Tulare County. Er besuchte die öffentlichen Schulen seiner neuen Heimat. In den Jahren 1863 und 1864 absolvierte er das San Jose College. Zwischenzeitlich arbeitete er in verschiedenen Berufen, beispielsweise in der Landwirtschaft oder als Postkutschenfahrer. Mit dem Geld finanzierte er sich ein Jurastudium an der University of Michigan in Ann Arbor. Nach seiner 1868 erfolgten Zulassung als Rechtsanwalt begann er in Los Angeles in diesem Beruf zu arbeiten. Zunächst war er Strafverteidiger. Später spezialisierte er sich auf das Immobilien- und Patentrecht. Neben seiner Tätigkeit als Jurist war Hazard auch in anderen Geschäftsbereichen erfolgreich und erwarb ein beträchtliches Vermögen. Im Jahr 1873 wurde er Mitglied der Freiwilligen Feuerwehr.
Politisch schloss sich Hazard der Republikanischen Partei an. Er befürwortete damals die Aufteilung Kaliforniens in zwei Staaten, was aber nicht umgesetzt wurde. Außerdem setzte er sich für den Erhalt und Ausbau des Hafens von San Pedro ein. Von 1880 bis 1882 war er juristischer Vertreter der Stadt Los Angeles und zwischen 1882 und 1888 saß er als Abgeordneter in der California State Assembly. In seiner Eigenschaft als Rechtsvertreter der Stadt Los Angeles verklagte er erfolgreich die Eisenbahn auf Rückgabe von Land, das nicht direkt für die Schienen und den Bahnbetrieb benötigt wurde. Auf diese Weise fiel viel Land an die Stadt zurück, das diese in ihre Pläne mit einbeziehen konnte.
1889 wurde Hazard zum Bürgermeister von Los Angeles gewählt. Dieses Amt bekleidete er zwischen dem 25. Februar 1889 und dem 5. Dezember 1892. Dabei setzte er sich unter anderem für die Anlage von Parks und Spielplätzen ein. Er setzte auch ein Gesetz durch, wonach das Geld der Stadtkasse auf einem Bankkonto geführt werden musste. Zuvor war das nicht üblich. Während Hazards Zeit als Bürgermeister wurde in der Umgebung von Los Angeles Öl gefunden, was einen wirtschaftlichen Aufschwung auslöste. Aus nicht überlieferten Gründen muss Hazard eine Woche vor dem regulären Ende seiner Amtszeit als Bürgermeister zurückgetreten sein, denn das Amt wurde eben für diese eine Woche im Dezember 1892 von William Hartshorn Bonsall kommissarisch ausgeübt.
Nach dem Ende seiner Zeit als Bürgermeister setzte Henry Hazard seine früheren Tätigkeiten fort. Er starb am 7. August 1921 in Los Angeles.